# Бартре
Бартре (фр. Bartrès) насеље је и општина у јужној Француској у региону Миди Пирене, у департману Горњи Пиринеји која припада префектури Аржеле Газо.
По подацима из 2011. године у општини је живело 472 становника, а густина насељености је износила 64,57 становника/km². Општина се простире на површини од 7,31 km². Налази се на средњој надморској висини од 430 метара (максималној 575 m, а минималној 439 m).

## Демографија
| 1962. | 1968. | 1975. | 1982. | 1990. | 1999. | 2011. |
| ----- | ----- | ----- | ----- | ----- | ----- | ----- |
| 163   | 167   | 197   | 302   | 349   | 351   | 472   |

График промене броја становника у току последњих година